# Amphoe Mueang Kamphaeng Phet

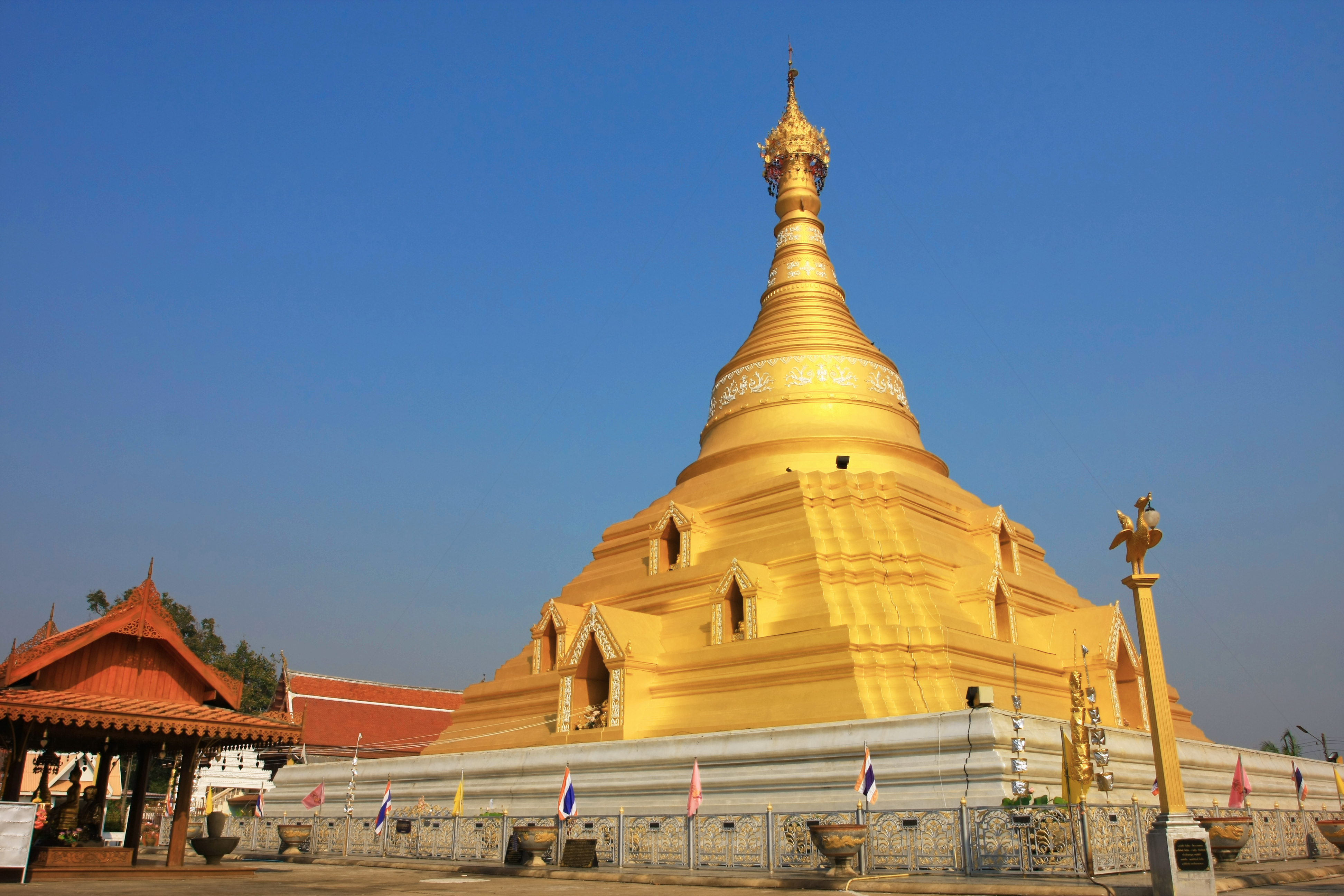
Chedi des Wat Phra Borommathat, Tambon Nakhon Chum

Amphoe Mueang Kamphaeng Phet (Thai: อำเภอเมือง กำแพงเพชร) ist ein Landkreis (Amphoe – Verwaltungs-Distrikt) in der Provinz Kamphaeng Phet. Die Provinz Kamphaeng Phet liegt in der Nordregion von Thailand. 

## Geographie
Benachbarte Distrikte (von Nordwesten im Uhrzeigersinn): die Amphoe Kosamphi Nakhon, Phran Kratai, Sai Ngam, Khlong Khlung und Khlong Lan der Provinz Kamphaeng Phet sowie Amphoe Wang Chao der Provinz Tak.

## Geschichte
Im Jahr 1917 wurde der Landkreis von Mueang in Mueang Kamphaeng Phet umbenannt.

## Ausbildung
In Amphoe Mueang Kamphaeng Phet befindet sich die Rajabhat-Universität Kamphaeng Phet.

## Kultur
In Amphoe Mueang Kamphaeng Phet befindet sich der Geschichtspark Kamphaeng Phet, der zum UNESCO-Weltkulturerbe gehört. Gegenüber der Stadt Kamphaeng Phet am anderen Ufer des Ping-Flusses liegt der kleine Ort Nakhon Chum. Hier steht der Wat Phra Borommathat Chediyaram, dessen bemerkenswertes Merkmal ein vergoldeter Chedi im birmanischen Stil ist.

## Verwaltung

### Provinzverwaltung
Der Landkreis Mueang Kamphaeng Phet ist in 16 Tambon („Unterbezirke“ oder „Gemeinden“) eingeteilt, die sich weiter in 220 Muban („Dörfer“) unterteilen.
| Nr. | Name                   | Thai         | Muban | Einw.  |
| --- | ---------------------- | ------------ | ----- | ------ |
| 01. | Nai Mueang             | ในเมือง       | 0-    | 29.117 |
| 02. | Trai Trueng            | ไตรตรึงษ์      | 15    | 15.176 |
| 03. | Ang Thong              | อ่างทอง       | 21    | 18.040 |
| 04. | Na Bo Kham             | นาบ่อคำ       | 22    | 20.114 |
| 05. | Nakhon Chum            | นครชุม        | 13    | 17.456 |
| 06. | Song Tham              | ทรงธรรม      | 12    | 07.516 |
| 07. | Lan Dokmai             | ลานดอกไม้     | 11    | 06.851 |
| 10. | Nong Pling             | หนองปลิง      | 11    | 12.113 |
| 11. | Khonthi                | คณฑี          | 13    | 09.744 |
| 12. | Nikhom Thung Pho Thale | นิคมทุ่งโพธิ์ทะเล | 16    | 09.365 |
| 13. | Thep Nakhon            | เทพนคร       | 22    | 20.348 |
| 14. | Wang Thong             | วังทอง        | 21    | 10.817 |
| 15. | Tha Khun Ram           | ท่าขุนราม      | 13    | 09.068 |
| 17. | Khlong Mae Lai         | คลองแม่ลาย    | 10    | 07.458 |
| 18. | Thammarong             | ธำมรงค์       | 08    | 04.501 |
| 19. | Sa Kaeo                | สระแก้ว       | 12    | 14.979 |

### Lokalverwaltung
Es gibt zwei Kommunen mit „Stadt“-Status (Thesaban Mueang) im Landkreis:
- Nong Pling (Thai: เทศบาลเมืองหนองปลิง) bestehend aus dem kompletten Tambon Nong Pling.
- Kamphaeng Phet (Thai: เทศบาลเมืองกำแพงเพชร) bestehend aus dem kompletten Tambon Nai Mueang.

Es gibt fünf Kommunen mit „Kleinstadt“-Status (Thesaban Tambon) im Landkreis:
- Khlong Mae Lai (Thai: เทศบาลตำบลคลองแม่ลาย) bestehend aus den Teilen der Tambon Ang Thong, Khlong Mae Lai.
- Nakhon Chum (Thai: เทศบาลตำบลนครชุม) bestehend aus Teilen des Tambon Nakhon Chum.
- Pak Dong (Thai: เทศบาลตำบลปากดง) bestehend aus Teilen des Tambon Trai Trueng.
- Thep Nakhon (Thai: เทศบาลตำบลเทพนคร) bestehend aus dem kompletten Tambon Thep Nakhon.
- Nikhom Thung Pho Thale (Thai: เทศบาลตำบลนิคมทุ่งโพธิ์ทะเล) bestehend aus dem kompletten Tambon Nikhom Thung Pho Thale.

Außerdem gibt es zwölf „Tambon-Verwaltungsorganisationen“ (องค์การบริหารส่วนตำบล – Tambon Administrative Organizations, TAO)
- Trai Trueng (Thai: องค์การบริหารส่วนตำบลไตรตรึงษ์) bestehend aus Teilen des Tambon Trai Trueng.
- Ang Thong (Thai: องค์การบริหารส่วนตำบลอ่างทอง) bestehend aus Teilen des Tambon Ang Thong.
- Na Bo Kham (Thai: องค์การบริหารส่วนตำบลนาบ่อคำ) bestehend aus dem kompletten Tambon Na Bo Kham.
- Nakhon Chum (Thai: องค์การบริหารส่วนตำบลนครชุม) bestehend aus Teilen des Tambon Nakhon Chum.
- Song Tham (Thai: องค์การบริหารส่วนตำบลทรงธรรม) bestehend aus dem kompletten Tambon Song Tham.
- Lan Dokmai (Thai: องค์การบริหารส่วนตำบลลานดอกไม้) bestehend aus dem kompletten Tambon Lan Dokmai.
- Khonthi (Thai: องค์การบริหารส่วนตำบลคณฑี) bestehend aus dem kompletten Tambon Khonthi.
- Wang Thong (Thai: องค์การบริหารส่วนตำบลวังทอง) bestehend aus dem kompletten Tambon Wang Thong.
- Tha Khun Ram (Thai: องค์การบริหารส่วนตำบลท่าขุนราม) bestehend aus dem kompletten Tambon Tha Khun Ram.
- Khlong Mae Lai (Thai: องค์การบริหารส่วนตำบลคลองแม่ลาย) bestehend aus Teilen des Tambon Khlong Mae Lai.
- Thammarong (Thai: องค์การบริหารส่วนตำบลธำมรงค์) bestehend aus dem kompletten Tambon Thammarong.
- Sa Kaeo (Thai: องค์การบริหารส่วนตำบลสระแก้ว) bestehend aus dem kompletten Tambon Sa Kaeo.